# Нечаюк, Виктор Георгиевич
Виктор Георгиевич Нечаюк (1937—2002) — советский государственный и партийный деятель. Председатель Владивостокского горисполкома (1978—1984). Почётный гражданин Владивостока (1999).

## Биография
Родился 17 сентября 1937 года. В 1960 году окончил Дальневосточный политехнический институт.
Трудовую деятельность начал в 1960 году в специализированном конструкторском бюро № 173 ВМФ в качестве инженера-конструктора. С 1961 по 1967 годы работал инженером-конструктором, затем начальником сектора в в/ч № 22928.
На партийной работе с 1967 года. В 1967—1970 годах был заместителем секретаря парткома в/ч № 26874. В 1972 году окончил Хабаровскую высшую партийную школу, затем до 1975 года был заведующим промышленно-транспортным отделом Владивостокского горкома КПСС. В 1975—1978 годах — первый секретарь Советского райкома КПСС
В 1978—1984 годах был председателем Владивостокского горисполкома. На этом посту внёс большой вклад в благоустройство города. Под его руководством в 1979—1982 годах был произведён массовый снос бараков и ветхих домов. При Нечаюке площадь ежегодно вводимого в строй жилья выросла до 400 000 кв.м. в год, около 50 тысяч семей получили новые квартиры. На побережье Амурского залива, в Змеинке, Патрокле и Диомиде на месте снесённого ветхого жилья были созданы зоны отдыха и пляжи, в пригороде было построено несколько новых пионерлагерей, в том числе знаменитый лагерь «Океан».
Было завершено строительство мусоросжигательного завода, в каждом районе созданы комбинаты по благоустройству и коммунальному хозяйству. Произведено расширение ТЭЦ-2 и ТЭЦ-1, строительство новой котельной «Северная», строительство очистных канализационных сооружений на полуострове Де-Фриз и Фанзаводе, введена в эксплуатацию 1000-коечная больница на улице Русской, хирургический и акушерский корпуса краевой больницы, несколько детских больниц, больница ДВНЦ, новые корпуса железнодорожной больницы, Далъзавода, Дальприбора. В городе были расширены и благоустроены десятки улиц, скверов, детских и спортивных площадок.
После ухода с поста председателя горисполкома работал заместителем начальника Приморского Главного территориального управления Госснаба СССР, заместителем генерального директора, председателем Совета директоров открытого акционерного общества «Примснабконтракт». Консультировал своих преемников на посту главы Владивостока, в том числе председателя горисполкома в 1990-1992 годах Евгения Блинова.
Умер 28 августа 2002 года. Похоронен на Лесном кладбище.

## Награды
- медаль «За трудовое отличие»
- Почётный гражданин Владивостока (29.06.1999)

## Память
- 17 апреля 2014 года была открыта мемориальная доска на доме по адресу ул. 1-я Морская, дом 8, где В. Г. Нечаюк проживал с 1984 по 2002 годы.
- С 2003 года во Владивостоке проводится турнир по греко-римской борьбе памяти Виктора Нечаюка[3].